# Талалаєва Любов Андріївна
Любов Андріївна Талалаєва (24 січня 1953, Москва, РРФСР, СРСР — 24 травня 2021, Москва, РФ) — російська радянська гребчиха, виступала за збірну СРСР з академічного веслування в середині 1970-х. Срібна призерка літніх Олімпійських ігор у Монреалі, багаторазова чемпіонка республіканських та всесоюзних регат. На змаганнях представляла спортивне товариство «Спартак». Заслужений майстер спорту Росії.

## Життєпис
Народилася 24 січня 1953 у Москві. Активно займатися академічним веслуванням почала в ранньому дитинстві, полягала в добровільному спортивному товаристві «Спартак» .
Першого серйозного успіху досягла в 1976, ставши чемпіонкою СРСР у розпашних вісімках з кермовою. Завдяки низці вдалих виступів потрапила до основного складу радянської національної збірної та удостоїлася права захищати честь країни на літніх Олімпійських іграх у Монреалі — у складі розпашного восьмимісного екіпажу, куди також увійшли гребінці Олена Пересєкіна, Ольга Гузенко, Надія Рощина, Ольга Байталюк, Клавдія Коженкова, Неллі Тараканова, Надія Семішева та рульова Ольга Пуговська, здобула медаль срібної гідності, поступившись у фіналі лише команді з НДР.
За видатні спортивні досягнення удостоєна почесного звання «Заслужений майстер спорту Росії». 
Була одружена з весляром Анушаван Гасан-Джалалова.